# Ủy ban Olympic Thổ Nhĩ Kỳ
Ủy ban Olympic quốc gia Thổ Nhĩ Kỳ (TNOC) (tiếng Thổ Nhĩ Kỳ: Türkiye Milli Olimpiyat Komitesi (TMOK)) là Ủy ban Olympic quốc gia của Thổ Nhĩ Kỳ. Nó có trụ sở tại Istanbul.

## Lịch sử
Là một trong những Ủy ban Olympic quốc gia lâu đời nhất trên thế giới, TNOC được thành lập vào thời kỳ Đế quốc Ottoman vào năm 1908 với tên gọi Hiệp hội Olympic Quốc gia Ottoman (tiếng Thổ Nhĩ Kỳ: Osmanlı Milli Olimpiyat Cemiyeti) và được IOC công nhận vào năm 1911.

## Chủ tịch

### Hiệp hội Olympic quốc gia Ottoman
| Chủ tịch             | Thời gian |
| -------------------- | --------- |
| Ahmet İhsan Tokgöz   | 1908–1921 |
| Hasip Bayındırlıoğlu | 1921–1923 |

### Ủy ban Olympic quốc gia Thổ Nhĩ Kỳ
| Chủ tịch              | Thời gian |
| --------------------- | --------- |
| Selim Sırrı Tarcan    | 1923–1927 |
| Ali Sami Yen          | 1927–1930 |
| Kemalettin Sami Paşa  | 1930–1933 |
| Reşit Saffet Atabinen | 1933–1936 |
| Halil Bayrak          | 1936–1937 |
| Adnan Menderes        | 1937–1938 |
| Cemil Cahit Taner     | 1938–1943 |
| Vildan Aşir Savaşır   | 1943–1950 |
| Danyal Akbel          | 1950–1952 |
| Cemal Alpman          | 1952–1954 |
| Faik Binal            | 1954–1956 |
| Nizamettin Kırşan     | 1956–1958 |
| Şinasi Ataman         | 1958–1959 |
| Mehmet Arkan          | 1959–1960 |
| Hüsamettin Güreli     | 1960      |
| Bekir Silahçılar      | 1960–1962 |
| Burhan Felek          | 1962–1982 |
| Raşit Serdengeçti     | 1982      |
| Turgut Atakol         | 1982–1988 |
| Jerfi Fıratlı         | 1988–1989 |
| Sinan Erdem           | 1989–2003 |
| Togay Bayatlı         | 2003–2011 |
| Uğur Erdener          | 2011–nay  |

## Tổng thư ký

### Hiệp hội Olympic quốc gia Ottoman
| Tổng thư ký        | Thời gian |
| ------------------ | --------- |
| Selim Sırrı Tarcan | 1908–1923 |

### Ủy ban Olympic quốc gia Thổ Nhĩ Kỳ
| Tổng thư ký        | Thời gian |
| ------------------ | --------- |
| Ali Sami Yen       | 1923–1930 |
| Ekrem Rüştü Akömer | 1930–1936 |
| Nizamettin Kırşan  | 1936–1938 |
| Burhan Felek       | 1938–1952 |
| Ulvi Yenal         | 1952–1954 |
| Suat Erler         | 1955–1973 |
| Turgut Atakol      | 1973–1982 |
| Sinan Erdem        | 1982–1989 |
| Togay Bayatlı      | 1989–2003 |
| Neşe Gündoğan      | 2003–nay  |

## Ban chấp hành
Ủy ban của TNOC được đại diện bởi:
- Chủ tịch: Uğur Erdener
- Phó chủ tịch: Türker Arslan, Hasan Arat, Nihat Usta
- Tổng thư ký: Neşe Gündoğan
- Thủ quỹ: Abdullah Özkan Mutlugil
- Thành viên: Sezai Bağbaşı, Mustafa Keten, Seyit Bilal Porsun, Abdullah Topaloğlu, Turgay Demirel, Sema Kasapoğlu, Perviz Aran, Elif Özdemir, Ayda Uluç, Kazım Âli Kiremitçioğlu
- Chủ tịch Ủy ban Cố vấn và Kỷ luật Tối cao: Şefik Sivrikaya

## Các liên đoàn thành viên
Các Liên đoàn Quốc gia Thổ Nhĩ Kỳ là tổ chức điều phối tất cả các khía cạnh của các môn thể thao cá nhân của họ. Họ có trách nhiệm đào tạo, thi đấu và phát triển các môn thể thao do mình quản lý. Hiện có 33 liên đoàn thể thao Olympic mùa hè và 5 liên đoàn thể thao Olympic mùa đông ở Thổ Nhĩ Kỳ.
| Liên đoàn quốc gia                                    | Mùa hè hoặc mùa đông | Trụ sở chính        |
| ----------------------------------------------------- | -------------------- | ------------------- |
| Liên đoàn bắn cung Thổ Nhĩ Kỳ                         | Mùa hè               | Çankaya, Ankara     |
| Liên đoàn điền kinh Thổ Nhĩ Kỳ                        | Mùa hè               | Ankara              |
| Liên đoàn cầu lông Thổ Nhĩ Kỳ                         | Mùa hè               | Keçiören, Ankara    |
| Liên đoàn bóng rổ Thổ Nhĩ Kỳ                          | Mùa hè               | Istanbul            |
| Liên đoàn quyền Anh Thổ Nhĩ Kỳ                        | Mùa hè               | Çankaya, Ankara     |
| Liên đoàn canoeing Thổ Nhĩ Kỳ                         | Mùa hè               | Ankara              |
| Liên đoàn xe đạp Thổ Nhĩ Kỳ                           | Mùa hè               | Ulus, Ankara        |
| Liên đoàn bi đá trên băng Thổ Nhĩ Kỳ                  | Mùa hè               | Ulus, Ankara        |
| Liên đoàn các môn thể thao đang phát triển Thổ Nhĩ Kỳ | Mùa đông             | Yenişehir, Ankara   |
| Liên đoàn cưỡi ngựa Thổ Nhĩ Kỳ                        | Mùa hè               | Istanbul            |
| Liên đoàn đấu kiếm Thổ Nhĩ Kỳ                         | Mùa hè               | Ulus, Ankara        |
| Liên đoàn bóng đá Thổ Nhĩ Kỳ                          | Mùa hè               | Istanbul            |
| Liên đoàn golf Thổ Nhĩ Kỳ                             | Mùa hè               | Istanbul            |
| Liên đoàn thể dục dụng cụ Thổ Nhĩ Kỳ                  | Mùa hè               | Ankara              |
| Liên đoàn bóng ném Thổ Nhĩ Kỳ                         | Mùa hè               | Çankaya, Ankara     |
| Liên đoàn khúc côn cầu trên cỏ Thổ Nhĩ Kỳ             | Mùa hè               | Yenişehir, Ankara   |
| Liên đoàn khúc côn cầu trên băng Thổ Nhĩ Kỳ           | Mùa đông             | Çankaya, Ankara     |
| Liên đoàn trượt băng nghệ thuật Thổ Nhĩ Kỳ            | Mùa đông             | Ankara              |
| Liên đoàn Judo Thổ Nhĩ Kỳ                             | Mùa hè               | Çankaya, Ankara     |
| Liên đoàn Karate Thổ Nhĩ Kỳ                           | Mùa hè               | Ankara              |
| Liên bang trượt băng nằm ngửa Thổ Nhĩ Kỳ              | Mùa đông             | Ulus, Ankara        |
| Liên đoàn năm môn phối hợp Thổ Nhĩ Kỳ                 | Mùa hè               | Ankara              |
| Liên đoàn leo núi Thổ Nhĩ Kỳ                          | Mùa hè               | Çankaya, Ankara     |
| Liên đoàn chèo thuyền Thổ Nhĩ Kỳ                      | Mùa hè               | Bostancı, Istanbul  |
| Liên đoàn bóng bầu dục Thổ Nhĩ Kỳ                     | Mùa hè               | Yenimahalle, Ankara |
| Liên đoàn thuyền buồm Thổ Nhĩ Kỳ                      | Mùa hè               | Ulus, Ankara        |
| Liên minh bắn súng và săn bắn Thổ Nhĩ Kỳ              | Mùa hè               | Ulus, Ankara        |
| Liên đoàn trượt ván Thổ Nhĩ Kỳ                        | Mùa hè               | Ankara              |
| Liên đoàn trượt tuyết Thổ Nhĩ Kỳ                      | Mùa đông             | Ankara              |
| Liên đoàn bơi lội Thổ Nhĩ Kỳ                          | Mùa hè               | Yenimahalle, Ankara |
| Hiệp hội bóng bàn Thổ Nhĩ Kỳ                          | Mùa hè               | Çankaya, Ankara     |
| Hiệp hội quần vợt Thổ Nhĩ Kỳ                          | Mùa hè               | Çankaya, Ankara     |
| Liên đoàn Taekwondo Thổ Nhĩ Kỳ                        | Mùa hè               | Ulus, Ankara        |
| Liên đoàn ba môn phối hợp Thổ Nhĩ Kỳ                  | Mùa hè               | Ankara              |
| Liên đoàn bóng chuyền Thổ Nhĩ Kỳ                      | Mùa hè               | Ankara              |
| Liên đoàn bóng nước Thổ Nhĩ Kỳ                        | Mùa hè               | Ulus, Ankara        |
| Liên đoàn cử tạ Thổ Nhĩ Kỳ                            | Mùa hè               | Ulus, Ankara        |
| Hiệp hội đấu vật Thổ Nhĩ Kỳ                           | Mùa hè               | Yenişehir, Ankara   |